# Gady Pampillón
Edgardo «Gady» Pampillón (Valentín Alsina, Buenos Aires; 27 de octubre de 1961-30 de junio de 2020) fue un guitarrista, cantante y compositor de rock argentino, de los estilos hard rock y blues rock.

## Biografía
Nació en Valentín Alsina, Lanús, Gran Buenos Aires. En su juventud, escuchaba a artistas de rhythm and blues y rock and roll. Comenzó su carrera en 1983, cuando fundó la banda de heavy metal y glam metal Alakrán, junto a Mario Ian (ex Rata Blanca) y Yulie Ruth (ex Pappo's Blues), aunque se desvinculó en 1985.
A finales de 1985 se integró en La Torre en reemplazo del guitarrista Carlos García López. Liderada por el matrimonio Patricia Sosa (voz) y Oscar Mediavilla (guitarra), con esta agrupación editó Presas de caza (1986), En vivo (1987) y Movimiento (1988). Participaron en una gira de 26 conciertos en la entonces Unión Soviética (1988-1989), en las ciudades de Moscú y Leningrado, y en Estonia, junto a otros artistas internacionales de la talla de Vladimir Kuzmin, Steve Hackett, Public Image Ltd., Big Country y New Order, entre otros. 
Participó en el primer Festival Iberoamericano (en Madrid, España), junto a Charly García, Pedro Aznar y latinoamericanos como Los Prisioneros, El Tri, Rosendo, Miguel Ríos y más.
Tras la separación de La Torre, Pampillón ingresó en 1989 a la banda hard rock española Tarzen, de los hermanos Danny y Michel Peyronel, ex Riff, aunque nunca llegaría a registrar algún material de estudio y el grupo se disolvió unos meses después.
Entre 1991 y 1995, formó Gasolina, junto a Mario Curcio, Hernán Cotelo y Marcelo Záccara, para luego comenzar su carrera solista, con dos discos: 
- Conventillo (2009), material que consta de doce canciones, emparentadas con el blues y ryhtmn & blues, y
- Long Play (2015), placa colmada de célebres músicos invitados, con 14 canciones, emparentando Blue´s y Rock´n´Roll, y con una imponente versión eléctrica del clásico de Astor Piazzolla "Adiós Nonino".

Integró el Power Trío "El Adoquín", junto a los históricos Rinaldo Rafanelli y Juan Rodríguez (Sui Géneris, Polifemo), aunque no llegaron a registrar obra alguna. Pampillón realizaría otras actividades y participaría en grabaciones o como músico invitado de Alejandro Medina, Alambre González, Pappo, Luis Alberto Spinetta, Rafanelli, Patricia Sosa y Billy Bond, entre otros. 
Realizó una gira por Argentina en 2012, junto a Rudy Sarzo, icónico bajista de Heavy Metal (Quiet Riot, Ozzy Osbourne, Ronnie James Dio, Whitesnake, Queensryche, etc.), junto a su antigua banda Alakrán, en un retorno que no prosperó más allá de 2013. 
Su último trabajo fue con su banda, "La 4 x 4", integrada por Silvio Hunko, en bajo, y Omar Smith, en batería.
Falleció a los cincuenta y ocho años, el 30 de junio de 2020, a causa de un cáncer de laringe.

## Premios y reconocimientos
En diciembre de 2019 la Legislatura de la Ciudad Autónoma de Buenos Aires lo distinguió Personalidad Destacada de la Ciudad Autónoma de Buenos Aires en el ámbito de la cultura por ser «considerado una de las figuras del rock nacional pesado».